# Картон де Виар, Адриан
Адриан Картон де Виарт (фр. и англ. Adrian Carton de Wiart) (5 мая 1880, Брюссель, Бельгия — 5 июня 1963, Киллинардиш, Ирландия) — британский военный деятель, генерал-лейтенант. Происходил из бельгийско-ирландской семьи.
Принимал участие в Англо-Бурской и Первой мировой войнах, где командовал 134-й (2/1-й Гемпширской) бригадой, неоднократно был ранен, в том числе тяжело (потерял кисть левой руки и левый глаз). После окончания Первой мировой войны являлся главой британской военной миссии в Польше (с 1919 по 1922 годы), принимал участие в Советско-польской, Польско-украинской и Польско-литовской войнах. Вернувшись в Великобританию, в 1924 году вышел в отставку. С началом Второй мировой войны был вновь назначен руководителем военной миссии в Польше, однако после поражения Польши снова вернулся в Британию, где принял командование над 61-й пехотной дивизией, расквартированной в Северной Ирландии. В 1940 году был назначен командующим Британскими экспедиционными силами в Норвегии, после завершения кампании вновь назначен командиром 61-й пехотной дивизии. Кроме того, с 1940 по 1948 год являлся почётным полковником 4/7-го Королевского гвардейского драгунского полка.
В 1941 году во главе британской миссии был направлен в Белград, однако по дороге попал в итальянский плен, где провёл два года (освобожден в 1943 году в связи с состоянием здоровья). С 1943 по 1946 год — глава британской военной миссии в Китае при генералиссимусе Чан Кайши. В 1947 году вышел в отставку. Скончался в 1963 году на родине своих предков, в городке Киллинардиш ирландского графства Корк.
За многочисленные ранения в ходе множества войн и участие в различных военных миссиях получил в британской армии прозвище Счастливый Одиссей (англ. Happy Odyssey). Был изображён на портретах Уильяма Орпена и Кэтлин Манн.

## Биография

### Ранний период жизни
Картон де Виар родился в аристократической семье в Брюсселе 5 мая 1880 года, старший сын Леона Картона де Виара (1854—1915). Современники считали его внебрачным сыном короля Бельгии Леопольда II. Детство он провёл в Бельгии и в Англии.
Когда мальчику было 6 лет, умерла его мать-ирландка. Это побудило его отца перевезти семью в Каир. Леон Картон де Виар был юристом и магистратом, а также директором Каирской электрической железной дороги и компании Heliopolis Oases, имел хорошие связи в правительственных кругах Египта.
Адриан Картон де Виар был католиком. В 1891 году мачеха отправила его в английскую школу-интернат, римско-католическую ораторскую школу, основанную Джоном Генри Ньюманом. Позже учился в Баллиол-колледже в Оксфорде, но покинул его, чтобы присоединиться к британской армии во время Второй англо-бурской войны около 1899 года, куда он отправился под вымышленным именем «Trooper Carton», утверждая, что ему 25 лет, хотя на самом деле был не старше 20 лет.

### Характер, интересы и жизнь в Эдвардианской армии
Серьезные раны, полученные в ходе Второй бурской войны, привили ему сильное стремление к физической подготовке: он бегал трусцой и активно занимался спортом.
В мужской компании он был «восхитительным персонажем и наверняка держал мировой рекорд по употреблению нецензурной лексики».
После того, как его полк был переведён в Южную Африку, 16 июля 1904 года был повышен в звании до лейтенанта. В июле 1905 года был назначен адъютантом главнокомандующего Генри Хилдиарда. Его несложные обязанности адъютанта давали время для ещё одного из интересов — поло.
Хотя Картон де Виар служил в британской армии в течение восьми лет, он оставался бельгийским подданным. 13 сентября 1907 года он принял присягу на верность Эдуарду VII и был официально признан британским подданным.
В 1908 году женился на графине Фридерике Марии Каролине Генриетте Розе Сабине Франциске Фуггер фон Бабенхаузен (1887, Клагенфурт —1949 год, Вена), старшей дочери Карла, 5-го Фюрста (принца) фон Фуггера-Бабенхаузена и принцессы Элеоноры Гогенлоэ-Бартенштайн. У них было две дочери, старшая из которых, Анита, была бабушкой по материнской линии военного корреспондента Энтони Лойда (1966 года рождения).
В своих мемуарах «Счастливая одиссея» Картон де Виар не упоминает о своей жене или дочерях.
Он описывает этот период, продолжающийся до 1914 года, как его «расцвет» (название 3 главы автобиографии).

### Первая мировая война

#### Кампания в Сомалиленде
Когда разразилась Первая мировая война, Картон де Виар направлялся в Британский Сомалиленд, где велась война против последователей Мохаммеда бин Абдилле Хасана, которого британцы называли «Безумный Мулла» («Mad Mullah»). Картон де Виар был прикомандирован к верблюжьему корпусу Сомалиленда. Офицером штаба в корпусе был Гастингс Исмей, позже Исмей стал военным советником Черчилля.
Во время нападения на вражеский форт в Шимбер-Беррис Картон де Виар получил два выстрела в лицо, потеряв глаз, а также часть уха и был отправлен обратно в Британию. 15 мая 1915 года он был награжден орденом за выдающиеся заслуги (DSO).

#### Западный фронт
В феврале 1915 года он отправился на пароходе во Францию. Картон де Виар принимал участие в боевых действиях на Западном фронте, командуя последовательно тремя пехотными батальонами и бригадой. На западном фронте он был ранен ещё семь раз: в череп и лодыжку в битве на Сомме, в бедро во время битвы при Пашендейле, в ногу в Камбре и в ухо в Аррасе. В 1915 году раздробил левую руку и оторвал себе пальцы, когда врач отказался их удалить, однако получил заражение крови и был вынужден вернуться в Британию. Он ушёл в дом престарелых сэра Дугласа Шилда, чтобы оправиться от травм.
В марте 1916 года Картон де Виар был повышен до временного майора. Впоследствии 18 июля он получил звание временного подполковника. 1 января 1917 года был назначен майором, а 12 января 1917 года — временным бригадным генералом. В апреле 1917 года был титулован офицером Ордена короны Бельгии. 3 июня 1917 года Картон де Виар был зачислен в подполковники. 18 июля был повышен до основного звания майора в гвардии драгунов.
В марте 1918 года он был награжден бельгийским Военным Крестом (Croix de Guerre) и назначен Кавалером ордена Святого Михаила и Святого Георгия в июне.
За три дня до окончания войны, 8 ноября, Картон де Виар получил командование бригадой в звании временного бригадного генерала.

#### Крест Виктории
В 1916 году Адриан Картон де Виар получил Крест Виктории (VC), высшую награду за доблесть в бою, которая может быть присуждена в Англии.
Его Крест Виктории выставлен в Музее Национальной армии, Челси. В автобиографии нет упоминаний об этой награде, и издателям пришлось добавить специальный раздел, посвященный ей.

### Жизнь после первой мировой войны и Польская кампания
В конце войны Картон де Виар был отправлен в Польшу в качестве второго командующего британо-польской военной миссией при генерале Луисе Боте. Позже он заменил генерала во главе миссии.
Польша отчаянно нуждалась в поддержке, поскольку вступила в польско-советскую войну с большевистской Россией, с украинцами — в польско-украинскую войну, с литовцами — в польско-литовскую войну и находилась с чехами в чешско-польских пограничных конфликтах. Там он встретился с премьер-министром Игнацием Яном Падеревским, маршалом Юзефом Пилсудским, главой государства и военным командующим, и генералом Максимом Вейганом, главой французской военной миссии в середине 1920 года, а также с Шарлем де Голлем, который состоял при французской военной миссии.
Одной из его задач вскоре после его прибытия была попытка примирения между поляками и украинскими националистами Симона Петлюры. Украинцы в то время осаждали город Львов. Де Виар потерпел неудачу и получил негативное впечатление о Петлюре, особенно после того, как украинские войска расстреляли его поезд, убив двух польских офицеров.
27 июля 1920 года Картон де Виар был назначен адъютантом короля и произведён в полковники. Он продолжал участвовать в боевых действиях и в августе 1920 года, когда Красная Армия находилась у ворот Варшавы. Когда он ехал в поезде, на тот напал отряд, и де Виар отстреливался из револьвера с подножки поезда.
Когда поляки выиграли войну, Британская военная миссия была свёрнута. Картон де Виар был назначен временным бригадным генералом. 21 июня 1922 года он был повышен до основного звания полковника с начислением стажа службы с 27 июля 1920 года. Картон де Виар официально уволился из армии 19 декабря с почётным званием генерал-майора.

#### Польский джентльмен (1924—1939)
Его последним польским адъютантом был принц Кароль Николай Радзивилл, который унаследовал 500 000 акров (200 000 га) земель в восточной Польше, когда коммунисты убили его дядю. Они подружились, и Картону де Виару было предоставлено большое поместье под названием Простинь в заболоченной местности Пинские болота, большей по площади, чем Ирландия. Дом Картона де Виара был переоборудованным охотничьим домиком на острове, всего в нескольких милях от советской границы. В этом месте Картон де Виар провёл остаток межвоенных лет.
В своих мемуарах он сказал: «Я думаю, что запомнил каждый день из тех 15 лет, которые я провел в болотах, и в эти дни удовольствие никогда не угасало». Он приезжал в Англию на три месяца каждый год зимой, возвращаясь во время схода льда на замерзших озёрах и реках.

#### Вторжение в Польшу (1939)
В июле 1939 года мирная жизнь Картона де Виара была прервана надвигающейся войной, когда он был отозван и назначен на прежнюю работу в качестве главы британской военной миссии в Польше. 1 сентября Нацистская Германия напала на Польшу, а 17 сентября СССР вторгся в Польшу с востока. Вскоре советские войска захватили Простинь, и Картон де Виар потерял все свое оружие, удочки, одежду и мебель. Советские войска передали их на хранение в минский музей, но затем предметы были уничтожены немцами в ходе последующих боевых действий. Он никогда больше не видел это место, но, как он сказал, «…они не смогли забрать мои воспоминания».

### Вторая мировая война

#### Польская кампания (1939)
В конце августа 1939 года Картон де Виар встретился с польским главнокомандующим, маршалом Польши Эдвардом Рыдз-Смиглы и составил невысокое мнение о его возможностях. Он настоятельно призывал Рыдз-Смиглы вывести польские войска обратно за Вислу, но безуспешно. Так же он предложил, чтобы морские части польского флота покинули Балтийское море, и после долгих споров с ним согласились. Позже этот флот внёс значительный вклад в действия Союзников.
Поскольку польское сопротивление ослабло, Картон де Виар эвакуировал свою миссию из Варшавы вместе с польским правительством. Совместно с главнокомандующим Рыдз-Смиглы и остальной частью Британской миссии, Картон де Виар пробился к границе Румынии. Его автоколонна была атакована люфтваффе. 21 сентября в Румынии он сел в самолёт с поддельным паспортом, как раз в тот день, когда про-Союзный премьер-министр Румынии Арманд Кэлинеску был убит, поэтому Картон находился под угрозой ареста.

#### Норвежская кампания (1940)
Осенью 1939 года Картон де Виар вернулся в армию и получил прежнее звание полковника. 28 ноября стал исполняющим обязанности генерал-майора. После непродолжительного командования 61-й дивизией, в апреле 1940 года Картон де Виар был вызван, чтобы возглавить поспешно собранные англо-французские войска, которые должны были занять Намсос, небольшой городок в Норвегии. Он приказал взять город Тронхейм в 200 километрах южнее, в сочетании с военно-морской атакой и наступлением с войсками, высадившимися в Ондалснесе.
Он прилетел в Намсос, чтобы разведать место до прибытия войск, Однако на транспорт напал немецкий истребитель, и его помощник был ранен. Затем, после высадки французских альпийских войск (без транспортных мулов и без ремней для лыж), люфтваффе разбомбили и разрушили город Намсос. Британцы также высадились без транспорта, лыж, артиллерии и прикрытия с воздуха. Французы остались на Намсосе до конца этой короткой кампании.

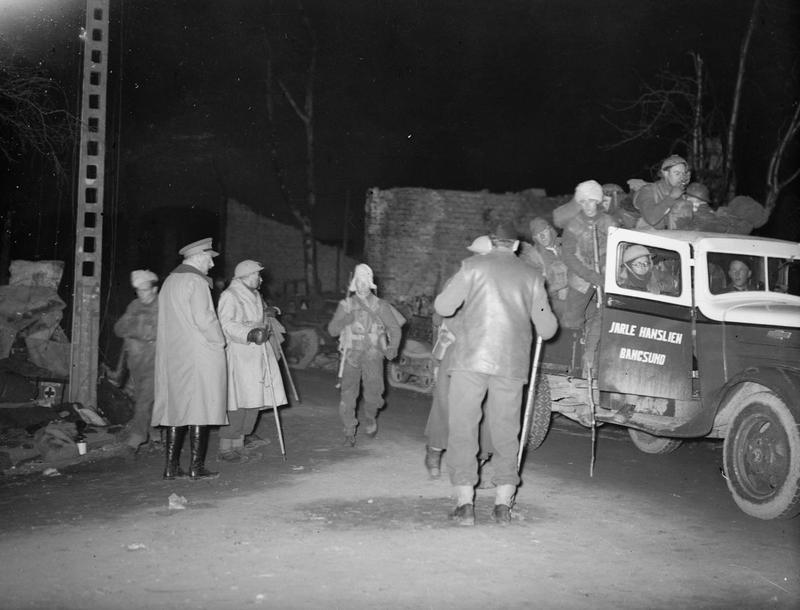
Британские солдаты на набережной Намсоса в ожидании эвакуации из Норвегии. Слева генерал-майор Картон де Виар.

Несмотря на эти препятствия, Картон де Виар сумел перебросить свои войска через горы и спуститься в Тронхеймс-фьорд, где их обстреливали немецкие эсминцы. У них не было артиллерии, чтобы бросить вызов немецким кораблям. Вскоре стало очевидно, что вся норвежская кампания быстро превращается в провал. Военно-морская атака на Тронхейм не произошла, и войска были оставлены без оружия, транспорта, воздушного прикрытия и лыж в полутора футах снега. На них нападали отряды немецких лыжников, авиация обстреливала их с воздуха, а германский флот высадил войска в тыл. Де Виар рекомендовал отступить, но его попросили отстаивать позиции по политическим причинам, что он и сделал.
После приказов и распоряжений из Лондона было принято решение об эвакуации. Однако в назначенную дату корабли не появились. Лишь на следующую ночь прибыли морские силы под руководством лорда Луи Маунтбэттена. Транспорт успешно эвакуировал всю армию. Во время эвакуации из-за обстрелов со стороны немцев были потоплены два эсминца: французский Bison и британский HMS Afridi.
5 мая 1940 года Картон де Виар вернулся на британскую военно-морскую базу Скапа-Флоу на Оркнейских островах. В это время ему исполнилось 60 лет.

#### Северная Ирландия
Картон де Виар снова был направлен командовать 61-й дивизией, которая вскоре была переведена в Северную Ирландию для защиты от вторжения. Однако после прибытия генерал-лейтенанта Генри Паунолла,  главнокомандующего в Северной Ирландии, Картону де Виару сообщили, что он слишком стар, чтобы командовать дивизией на действительной службе.

#### Британская военная миссия в Югославии (1941)
28 ноября 1940 года, получив звание временного генерал-майора, он недолго оставался без дела. 5 апреля 1941 года, когда Гитлер готовился к вторжению в Югославию, а югославы просили помощи Британии, де Виар был назначен главой Британо-Югославской военной миссии. Картон де Виар на бомбардировщике Vickers Wellington отправился в Белград на переговоры с правительством Югославии.
После заправки на Мальте, самолёт приблизился к побережью контролируемой Италией Ливии. Оба его двигателя вышли из строя, и самолёт приводнился примерно в миле от берега. Когда самолёт затонул, Картон де Виар и остальные находившиеся на борту были вынуждены плыть к берегу, где были захвачены итальянскими войсками.

#### В плену у итальянцев
Картон де Виар был высокопоставленным заключённым, поэтому после четырёх месяцев на вилле Орсини в Сульмоне он был переведен в специальную тюрьму для старших офицеров в Кастелло-ди-Винчиглиата. Из-за успехов, достигнутых Роммелем в Северной Африке в начале 1941 года, здесь находилось ещё несколько старших офицеров.
Там Картон де Виар подружился с генералом сэром Ричардом О’Коннором, Дэниелом Ноксом, 6-м графом Ранфурли и генерал-лейтенантом Филиппом Нимом. Затем все четверо решились бежать.
Картон де Виар совершил пять попыток побега, в том числе семь месяцев рытья туннелей. Однажды после побега Картон де Виар скрывался в течение восьми дней под видом итальянского крестьянина (он был в северной Италии, не говорил по-итальянски, ему был 61 год, с повязкой на глазу, одним пустым рукавом, множественными травмами и шрамами). По иронии судьбы, Картон де Виар был одобрен для репатриации из-за его инвалидности, но уведомление пришло в лагерь после его побега. Поскольку репатриация потребовала бы, чтобы он пообещал больше не принимать участия в войне, вполне вероятно, что он отказался бы.
В августе 1943 года Картон де Виар был вывезен из тюрьмы и доставлен в Рим. Итальянское правительство тайно планировало выйти из войны и хотело, чтобы де Виар передал предложение о мирном договоре с Великобританией. Он сопровождал итальянского переговорщика генерала Джакомо Занусси в Лиссабон, чтобы встретиться с Союзниками и договориться о капитуляции. Когда они достигли Лиссабона, Картон де Виар был освобожден и направился в Англию, достигнув её 28 августа 1943 года.

#### Китайская миссия (1943—1947)
Через месяц после прибытия в Англию, де Виара пригласили в загородный дом премьер-министра в Чекерсе. Черчилль сообщил ему, что де Виар должен отправиться в Китай в качестве его личного представителя. 9 октября ему было присвоено звание исполняющего обязанности генерал-лейтенанта, а 18 октября 1943 года он отправился самолетом в Индию. Англо-китайские отношения были сложными во время Второй мировой войны, поскольку Гоминьдан давно призывал к прекращению британской экстерриториальности. В начале 1942 года Черчиллю пришлось попросить Чан Кайши отправить китайские войска, чтобы помочь англичанам защитить Бирму от вторжения японцев. После японского завоевания Бирмы, силы пяти китайских дивизий оказались в Восточной Индии. Черчилль был недоволен тем, что китайские войска защищают Индию, поскольку это ослабило престиж местного раджи. В попытке улучшить отношения с Китаем премьер-министр решил, что солдат с опытом дипломатии, такой как Картон де Виар, будет лучшим человеком для того, чтобы быть его личным представителем в Китае.

## В массовой культуре
Считается, что Картон де Виар послужил прототипом персонажа трилогии Ивлина Во «Меч почёта», бригадного генерала Бена Ричи-Хука. Оксфордский национальный биографический словарь описывает его следующим образом: «Картон де Виар со своей чёрной повязкой и пустым рукавом, походил на элегантного пирата и стал персонажем легенд».
Шведская пауэр-металл группа «Sabaton» посвятила Адриану Картону де Виару композицию «The Unkillable Soldier». Клип был опубликован 11 февраля 2022 года, позже композиция вышла в составе десятого альбома группы «The War to End All Wars».